# Дизнијев свет
Дизнијев свет (енгл. World of Disney) ланац је продавница којим управља компанија Волт Дизни паркови, искуства и производи (енгл. Disney Parks, Experiences and Products), филијала Волт Дизни компаније. 

## Продајна места

### Дизни Спрингс
Прво продајно место Валт Дизни компаније отворено је на Флориди 3. октобра 1996. године. Комплекс је изграђен на једном нивоу са површином од 3.716 квадратних метара и првенствено изграђен као продавница „ограниченог издања” али због великог интересовања и 10 000 посетилаца само у једном дану, остала је и данас отворена. Продавница је више пута проширена тако да је данас површине од 5.202 метара квадратних и уједно највећа Дизни продавница на свету.

### Центар Дизнија у Калифорнији
Центар Дизнија у Калифорнији (енгл. Downtown Disney) друго је продајно место компаније које је отворено у Калифорнији 2001. године. Иако је мања од Дизни Спрингс бутика са само 3.700 квадратни хметара, остаје навећи бутик у Дизниленд Калифорнији.

### Дизни село у Француској
Дизни село (фр. Disney Village) продајно је место које се налази у Дизниленд Паризу. Еуро Дизни (енгл. Euro Disney), матична кућа Дизниленда није имала у плану изградњу овог продајног места али је ипак оно отворено 12. јула 2012. године. Површина комплекса износи 2.620 квадратних метара од којих је 1.400 посвећено играчкама.